# Tillandsia blassii
Tillandsia blassii är en gräsväxtart som beskrevs av Lyman Bradford Smith. Tillandsia blassii ingår i släktet Tillandsia och familjen Bromeliaceae. Inga underarter finns listade i Catalogue of Life.